# Ergün
Ergün ist ein türkischer, überwiegend männlicher Vorname sowie Familienname. 

## Namensträger

### Männlicher Vorname
- Ergün Acuner (1941–2002), türkischer Fußballspieler und -trainer
- Ergün Penbe (* 1972), türkischer Fußballspieler und -trainer
- Ergün Poyraz (* 1963), türkischer Autor
- Ergün Teber (* 1985), türkischer Fußballspieler
- Ergün Tepecik (* 1944), türkischer Schriftsteller, Theaterregisseur und Spielgruppengründer

### Familienname
- Aysima Ergün (* 1994), deutsche Schauspielerin
- Emirhan Ergün (* 1990), türkischer Fußballtorhüter
- Erci Ergün (* 1973), deutscher Musiker, Produzent und Radiomoderator
- Halil Ergün (* 1946), türkischer Theater-, Film- und Fernsehschauspieler
- İsmet Ergün (* 1950), türkische Malerin und Bühnenbildnerin
- Kemal Ergün (* 1967), Vorsitzender der Islamischen Gemeinschaft Millî Görüş
- Necdet Ergün (* 1954), türkischer Fußballspieler und -trainer
- Nihat Ergün (* 1962), türkischer Politiker
- Sine Ergün (* 1982), türkische Dichterin und Schriftstellerin